# Friedhelm Konietzka
Friedhelm Konietzka (født 2. august 1938, død 12. marts 2012) var en tysk fodboldspiller (angriber) og senere -træner.
I løbet af sin aktive karriere spillede Konietzka for henholdsvis Borussia Dortmund og 1860 München i sit hjemland, samt for FC Winterhur i Schweiz. Hos både Dortmund og 1860 München var han med til at vinde det tyske mesterskab. Han står desuden noteret for at have scoret det første mål nogensinde i Bundesligaen, for Dortmund mod Werder Bremen 24. august 1963.
Konietzka spillede desuden ni kampe og scorede tre mål for Vesttysklands landshold. Hans første landskamp var en venskabskamp mod Jugoslavien 30. september 1962, hans sidste en VM-kvalifikationskamp mod Cypern 24. april 1965.
Efter at have afsluttet sin aktive karriere var Konietzka igennem flere årtier en succesfuld træner. Han stod blandt andet i spidsen for FC Zürich, som han vandt tre schweiziske mesterskaber med. Senere stod han også i spidsen for blandt andet Bayer Uerdingen, Borussia Dortmund og FC Luzern.
Konietzka begik selvmod 12. marts 2012. Han blev 73 år.

## Titler
Bundesligaen
- 1963 med Borussia Dortmund
- 1966 med 1860 München

DFB-Pokal
- 1965 med Borussia Dortmund

Schweizisk mesterskab
- 1974, 1975 og 1976 med FC Zürich (træner)